# Gąsieniczniki (owady)

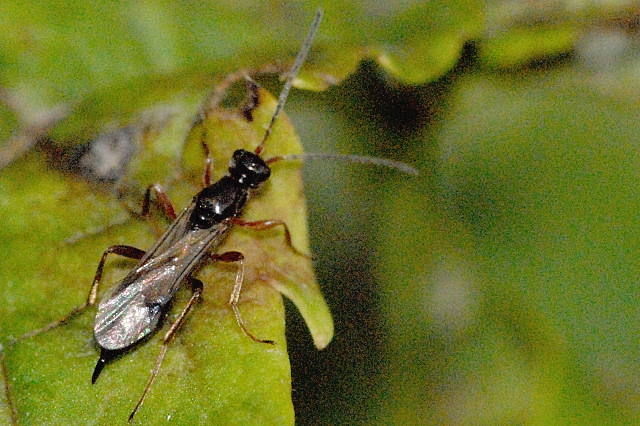
Zele caligatus z rodziny męczelkowatych

Gąsieniczniki (Ichneumonoidea) – nadrodzina błonkoskrzydłych z podrzędu Apocrita i grupy owadziarek. Obejmuje około 80-100 tysięcy gatunków, co czyni ją najliczniejszą wśród błonkówek. Parazytoidy owadów i pajęczaków.

## Opis
Czułki niezgięte kolankowato i z biczykiem prawie zawsze ponad jedenastoczłonowym. Żuwaczki zwykle z dwoma zębami. Przednie skrzydła o żyłce kubitalnej przyległej lub zlanej z radialną tak, że komórka kubitalna jest nieobecna lub wierzchołkowo prawie nieobecna. Występują trochantelli. Pierwsze sternum metasomy podzielone na dwie części, z których wierzchołkowa jest słabo zesklerotyzowana. Na pierwszym tergum często obecne glymma w przedniej połowie.

## Biologia
Wszystkie gatunki są parazytoidami stawonogów, głównie niedorosłych stadiów owadów holometabolicznych. Gąsienicznikowate porażają larwy i poczwarki owadów o przeobrażeniu zupełnym, rzadziej pająki lub zaleszczotki, natomiast męczelkowate często porażają stadia młodociane owadów o przeobrażeniu niezupełnym, a także dorosłe chrząszcze i błonkówki. Rzadko zdarza się w tej grupie porażanie jaj, ale niektóre gatunki składają swoje jaja na jajach gospodarza, przy czym wylęgła larwa atakuje już larwę, a nie jajo. Wśród gąsieniczników znajdują się zarówno ektopasożyty jak i endopasożyty, zarówno idiobionty (hamujące rozwój po porażeniu gospodarza) jak i koinobionty (pozwalające na jego dalszy rozwój do pewnego stadium). Wiele gatunków pasożytuje na szkodnikach przez co uznawane są za pożyteczne dla gospodarki człowieka.

## Rozprzestrzenienie
Nadrodzina kosmopolityczna. W Polsce stwierdzono w przybliżeniu występowanie 3200 gatunków gąsienicznikowatych i 2040 męczelkowatych.

## Systematyka
Należy tu około 100 tysięcy (lub 80 tysięcy) gatunków, co czyni tę nadrodzinę najliczniejszą wśród błonkówek. Gąsieniczniki klasyfikowane są w dwóch najliczniejszych w gatunki dzisiejszych rodzinach błonkówek i jednej rodzinie wymarłej. Są to:
- †Praeichneumonidae Rasnitsyn, 1983
- Braconidae – męczelkowate
- Ichneumonidae Latreile, 1802 – gąsienicznikowate